# Polygonia samurai
Polygonia samurai är en fjärilsart som beskrevs av Hans Fruhstorfer 1907. Polygonia samurai ingår i släktet Polygonia och familjen praktfjärilar. Inga underarter finns listade i Catalogue of Life.